# Římskokatolická farnost Načeratice
Římskokatolická farnost Načeratice je územní společenství římských katolíků s farním kostelem Panny Marie Bolestné ve znojemském děkanství.

## Historie farnosti
Farní kostel Panny Marie Bolestné vybudovala obec na vlastní náklady v roce 1804. Rozšířen do dnešní podoby byl roku 1840. 

## Duchovní správci
Administrátorem excurrendo je od 1. září 2004 R. D. Jaroslav Kárník.

## Bohoslužby
| Kostel               | Místo      | Bohoslužba (den) | Hodina                                       | Poznámka     |
| -------------------- | ---------- | ---------------- | -------------------------------------------- | ------------ |
| Panny Marie Bolestné | Načeratice | sobota čtvrtek   | 17.00 (zima)/18.30 (léto) nepravidelně 18.30 | Farní kostel |

## Aktivity ve farnosti
Dnem vzájemných modliteb farností za bohoslovce a bohoslovců za farnosti brněnské diecéze je 21. duben. Adorační den připadá na 23. srpna. V roce 2010 se farnost zapojila do projektu Noc kostelů.
Ve farnosti se pravidelně koná tříkrálová sbírka. V roce 2017 činil její výtěžek 10 285 korun.